# Raymond Longford
Raymond Longford est un réalisateur, scénariste, acteur et producteur de cinéma australien. Né le 23 septembre 1878 à Hawthorn (dans la banlieue de Melbourne), il est mort le 2 avril 1959 à Sydney (Nouvelle-Galles du Sud).

## Filmographie

### Comme réalisateur
- 1911 : The Fatal Wedding

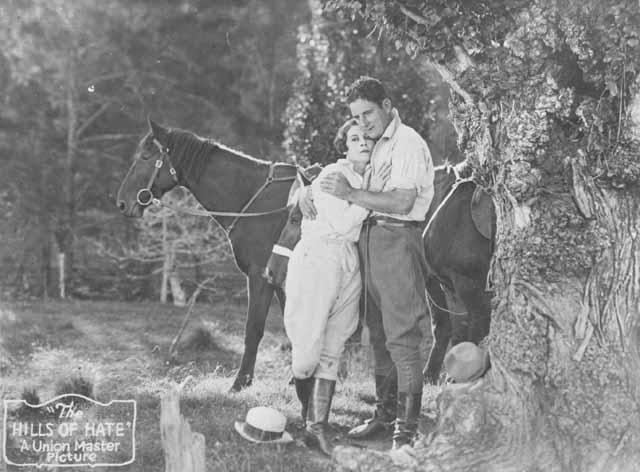
Dorothy Gordon et Gordon Collingridge dans Hills of Hate (1926).

- 1911 : The Romantic Story of Margaret Catchpole
- 1911 : Sweet Nell of Old Drury
- 1912 : The Tide of Death
- 1912 : The Midnight Wedding
- 1913 : Australia Calls
- 1913 : Pommy Arrives in Australia
- 1913 : 'Neath Austral Skies
- 1914 : The Silence of Dean Maitland
- 1916 : A Maori Maid's Love
- 1916 : The Mutiny of the Bounty
- 1917 : The Church and the Woman
- 1918 : The Woman Suffers
- 1919 : The Sentimental Bloke
- 1920 : On Our Selection
- 1920 : Ginger Mick
- 1921 : Rudd's New Selection
- 1921 : The Blue Mountains Mystery
- 1923 : The Dinkum Bloke
- 1923 : Australia Calls
- 1924 : Fisher's Ghost
- 1925 : The Bushwhackers
- 1926 : Peter Vernon's Silence
- 1926 : The Pioneers
- 1926 : Sunrise
- 1926 : Hills of Hate
- 1934 : The Man They Could Not Hang

### Comme scénariste
- 1911 : The Fatal Wedding
- 1911 : Sweet Nell of Old Drury
- 1912 : The Tide of Death
- 1912 : The Midnight Wedding
- 1913 : Pommy Arrives in Australia
- 1913 : 'Neath Austral Skies
- 1916 : The Mutiny of the Bounty
- 1917 : The Church and the Woman
- 1918 : The Woman Suffers
- 1919 : The Sentimental Bloke
- 1920 : On Our Selection
- 1920 : Ginger Mick
- 1921 : Rudd's New Selection
- 1921 : The Blue Mountains Mystery
- 1923 : The Dinkum Bloke
- 1924 : Fisher's Ghost
- 1925 : The Bushwhackers

### Comme acteur
- 1911 : Captain Midnight, the Bush King
- 1911 : The Fatal Wedding : Howard Wilson
- 1911 : The Life of Rufus Dawes : Gabbett
- 1911 : The Romantic Story of Margaret Catchpole : Will Laud
- 1916 : A Maori Maid's Love
- 1933 : Diggers in Blighty : Von Schieling
- 1937 : The Avenger : Warren
- 1938 : Dad and Dave Come to Town : Policeman
- 1940 : Wings of Destiny : Peters
- 1940 : Dad Rudd, M.P. : Electoral Officer
- 1941 : Racing Luck (en) de Rupert Kathner (en)

### comme producteur
- 1916 : The Mutiny of the Bounty
- 1919 : The Sentimental Bloke
- 1923 : The Dinkum Bloke